# Sladan Peric
Sladan Peric (* 15. April 1982) ist ein dänischer Fußballspieler. 
Peric spielte in der Jugend für B.93 Kopenhagen und den FC Kopenhagen. 2000 wechselte er nach Deutschland zum FC Schalke 04. Dort kam er in zwei Jahren nicht zum Einsatz und wechselte zurück nach Dänemark zu B.93 Kopenhagen. Nach zwei Jahren bei B.93 Kopenhagen und einem Jahr bei Herfølge BK wechselte er 2005 zu Vejle BK. Mit Vejle BK schaffte er in der Saison 2005/06 den Aufstieg in die Superliga, stieg jedoch bereits nach einem Jahr wieder ab. Nachdem Vejle BK in der Saison 2007/08 erneut aufgestiegen war, erreichte der Verein der kommenden Saison den Klassenerhalt. Im Sommer 2009 wechselte Peric zum FC Vestsjaelland in die 1. Division. Im Jahr 2013 schaffte er mit seiner Mannschaft den Aufstieg in die Superliga. In der Rückrunde war er dabei nur noch zu einem Kurzeinsatz gekommen. In der Saison 2013/14 besserte sich seine Situation nicht. Ende 2013 verließ er den Klub zum unterklassigen Skovshoved IF, wo er seine Laufbahn ein halbes Jahr später beendete.
Peric kam im Jahr 2000 zu zwei Einsätzen für die dänische U-19-Nationalmannschaft.